# Quien mas rendido?
Qui de plus soumis ?
L'eau-forte Quien mas rendido? (en français Qui de plus soumis ?) est une gravure de la série Los caprichos du peintre espagnol Francisco de Goya. Elle porte le numéro 27 dans la série des 80 gravures. Elle a été publiée en 1799.

## Interprétations de la gravure
Il existe divers manuscrits contemporains qui expliquent les planches des Caprichos. Celui qui se trouve au Musée du Prado est considéré comme un autographe de Goya, mais semble plutôt chercher à dissimuler et à trouver un sens moralisateur qui masque le sens plus risqué pour l'auteur. Deux autres, celui qui appartient à Ayala et celui qui se trouve à la Bibliothèque nationale, soulignent la signification plus décapante des planches.
- Explication de cette gravure dans le manuscrit du Musée du Prado :
Ni uno ni otro. El es un charlatán de amor que atodas dice lo mismo y ella está pensanso en evacuar 5 citas que tiene dadas entre 8 y 9 y son las 7 y 1/2.
(Ni l'un ni l'autre. Lui est un charlatan de l'amour qui à toutes dit la même chose et elle est en train de penser qu'il lui faut se dégager de 5 rendez-vous qu'elle a donnés entre 8 et 9 et il est 7 et demi)[2].

- Manuscrit de Ayala :
La duquesa de Alba y Goya.
(La duchesse d'Albe et Goya)[2].

- Manuscrit de la Bibliothèque nationale :
Un casquivano[3] cuando solicita a una mujer, hace con ella las mismas muecas y zalamerías que un perrillo faldero (Duquesa de Alba y Goya).
(Un écervelé quand il sollicite une femme, fait avec elle les mêmes grimaces et flatteries qu'un  petit chien coureur de jupons (duchesse d'Albe et Goya))[2].

La relation qui a uni María Teresa Cayetana de Silva y Álvarez de Toledo (Madrid, 1762-1802), duchesse d'Albe, et Goya a donné lieu à des interprétations très différentes. Sur la base de faits fragmentaires et indirects, certains auteurs ont construit une histoire passionnelle, pendant que pour d'autres la relation n'a pas dépassé le stade de la simple amitié et de la protection que la duchesse a accordée à l'artiste.

## Technique de la gravure

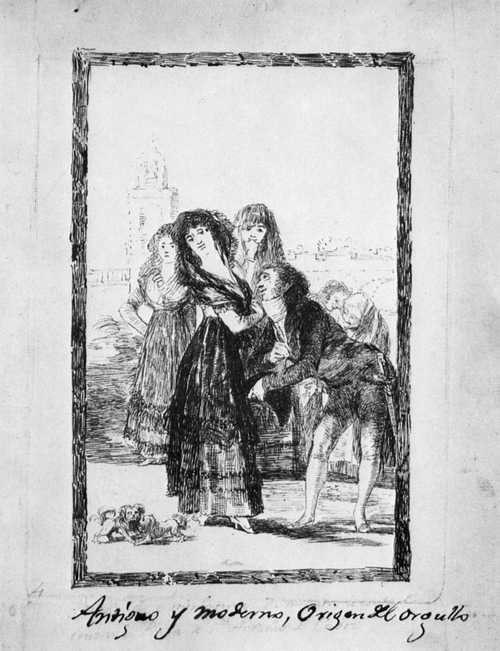
Dessin préparatoire.

L'estampe mesure 193 × 149 mm sur une feuille de papier de 306 × 201 mm. Goya a utilisé l'eau-forte, l'aquatinte et la pointe sèche.
Le dessin préparatoire est à la plume et à l'encre de noix de galle. Dans la marge supérieure, il porte le numéro 18. Dans la marge inférieure, au crayon, il y a l'inscription : Pintor de [?] miniatura: 7 minutos le costo de / cruzar la Plaza de Sn. Antonio de Cadiz. Superposée à cette inscription, à l'encre : Antiguo y moderno, Origen del orgullo (Ancien et moderne. L'origine de l'orgueil). Dans le coin inférieur gauche est écrit un 4. Le dessin préparatoire mesure 245 × 186 mm.
Le dessin « Maja ante tres compañeros » (voir lien ci-dessous au Musée du Prado) tiré de l'Album de Madrid ou Album B est un lavis à l'encre de Chine avec des traces de crayon. Dans l'angle supérieur gauche du support principal, au pinceau, encre de Chine : « 20 ». Par-dessus le chiffre « 0 », au crayon : « 7 ». La dame a déjà l'attitude présente dans l'estampe. Elle est déjà entourée par deux amies en arrière-plan. Les deux petits chiens sont absents. Par contre l'homme se tient bien droit. Le dessin mesure 234 × 148 mm.

## Catalogue
- Numéro de catalogue G02115 au Musée du Prado.
- Numéro de catalogue du dessin préparatoire D04196 au Musée du Prado.
- Numéro de catalogue de « Maja ante tres compañeros » D04339(v) au Musée du Prado.
- Numéro de catalogue 51-1-10-27 de l'estampe au Musée Goya de Castres.
- Numéros de catalogue ark:/12148/btv1b84517695, ark:/12148/btv1b8451767b  et ark:/12148/btv1b8451768r de l'estampe chez Gallica.